# Taxisofőr (film, 1976)
A Taxisofőr (eredeti cím: Taxi Driver) 1976-ban bemutatott amerikai neo-noir bűnügyi pszichothriller, melyet Paul Schrader forgatókönyvéből Martin Scorsese rendezett. A főbb szerepekben Robert De Niro, Cybill Shepherd, Harvey Keitel és Jodie Foster látható.
A cselekmény eredetileg Los Angelesben játszódott, de a helyszín végül New York lett, mert az 1970-es években a taxik ott lényegesen jellemzőbbek voltak. A filmet 1975 júniusától szeptemberéig forgatták. A történet alapjául részben egy 1972-es merénylet szolgált, melyet a demokrata elnökjelölt George Wallace ellen kísérelt meg Arthur Bremer, akiről a Taxisofőr főszereplőjét, Travis Bickle-t mintázták.
Az Amerikai Egyesült Államokban 1976. február 8-án, Magyarországon 1988. május 8-án mutatták be a mozikban. A modern filmművészet egyik legtöbbet elemzett klasszikusává vált. 2007-ben az Amerikai Filmintézet (AFI) a minden idők 100 legnagyobb amerikai filmjét tartalmazó listáján az 52. helyre sorolta. Öt évvel a film bemutatója után, 1981-ben az akkori amerikai elnök, Ronald Reagan ellen kíséreltek meg merényletet. A merénylő, John Hinckley Jr. azt állította, hogy a Taxisofőr inspirálta tette elkövetésére, amivel imponálni szeretett volna a női főszereplőnek, Jodie Fosternek.

## Cselekmény
Travis Bickle vietnámi veterán álmatlanságban szenved, ezért éjszakai taxisofőrként vállal munkát. Heti hat, olykor hét napon át dolgozik este 6-tól reggel 6-ig. Bárhová vállal fuvart, még Brooklynba és Harlembe is. Magában arról monologizál, hogy „Éjszaka minden állat előbújik; kurvák, buzik, pederaszták, stricik, hímringyók, meleg csajok, piások, narkósok és a többi alja népség. Egyszer majd jön egy nagy eső és elmossa ezt a sok szennyet az utcákról”. Szabad idejében unalmában pornómozikba jár, mivel valaki ezt ajánlotta neki. Egyik nap megpillant egy fehér ruhás nőt, aki olyan számára az utca nyüzsgésében, mint egy angyal. A nő Charles Palantine elnökjelölt kampányának egyik munkatársa.
Travis összeszedi a bátorságát, és bemegy a kampányirodába, hogy önkéntesnek jelentkezzen, természetesen csakis az angyali szépségnél. Kiderül, hogy nem is ismeri Palantine szenátor választási programját, és éjszakai munkája miatt nappal pihen, ezért valójában korteskedést sem tud vállalni. Végül randevúra hívja a lányt, aki szerinte a sok ember között is magányos. Betsy délután 4-re hívja vissza Travist. Együtt elmennek egy cukrászdába. Beszélgetnek, és úgy tűnik, valóban vannak közös vonásaik. Travis moziba is elhívja lányt, aki azt mondja, hogy egy Kris Kristofferson-dal jut eszébe Travisről. A taxisofőr később megveszi Kristofferson lemezét, hogy az újabb randin Betsynek ajándékozza.
Aznap este maga Palantine szenátor száll be a taxijába, aki egy kampánygyűlésre igyekszik. Travis azt állítja, hogy Palantine lelkes híve, ezért mindegyik utasát rábeszéli, hogy a szenátorra szavazzon, hiszen ráférne már a városra egy nagytakarítás. Palantine egyetért vele, tekintetével azonban jelzi a vele együtt utazó munkatársának, hogy valójában lenézi a sofőrt. Később Travis taxijába egy tizenéves prostituált száll be, aki ráparancsol, hogy azonnal induljon. Travis nem reagál, így a lány stricije ki tudja rángatni a kislányt az autóból, a sofőrnek pedig pénzt ad – 20 dollárt – azzal a megjegyzéssel, hogy vegye úgy, semmit sem látott.

Iris, a tini prostituált (Jodie Foster)

A következő randevún Travis egy pornómoziba viszi Betsyt. A lány ugyan már a bejáratnál szabadkozik, hogy talán nem jó helyre jöttek, a férfi unszolására azonban végül bemegy a nézőtérre. Nem bírja sokáig a látványt, rövidesen távozik. Travis nem érti Betsy felháborodását, aki szerint ez a viselkedés egyenlő a közösülésre való otromba felhívással. A taxisofőr hajlandó lenne egy normális moziba is elvinni a lányt, Betsyt viszont már nem lehet meggyőzni, felháborodottan elmegy. Travis a következő napon felhívja, és bocsánatot kér tőle, de az első beszélgetés után Betsy már nem hajlandó később a telefonhoz jönni.
Travis végül bemegy hozzá a kampányirodába, és a szemébe mondja, hogy tévedett, a lány mégiscsak olyan, mint a többiek. Este egy arrogáns férfi száll be Travis taxijába, és megállíttatja a kocsit egy ház mellett. Az utas elmondja, hogy e házban a felesége éppen most csalja meg őt egy négerrel. Aprólékosan részletezi, hogy mi mindent fog csinálni az asszonnyal, hogyan fog végezni vele egy 44-es Magnum segítségével. Travis fejében egyre inkább zavaros gondolatok kezdenek eluralkodni.
Egyik este újra látja a tini prostituáltat, – feltehetőleg be van kábítószerezve, vagy be van italozva – aki a kocsija elé ugrik, de a közelben tartózkodó barátnője azonnal karon ragadja, és elsétál vele. Travis érdeklődését most már felkelti a látvány, és kocsijával követni kezdi a lányokat. Később egyik kollégája összehozza őt egy fegyverkereskedővel. Szép kis kollekcióból választhat, és ő természetesen egy 44-es Magnumot kér. A fegyvernepper inkább 38-ast ajánl. Travis végül négyféle fegyvert vásárol, ám elutasítja a sikeres üzlettől fellelkesült ügynök egyéb ajánlatait, melyek kábítószertől a kocsiig gyakorlatilag bármire szólnak. A taxisofőr kemény edzésbe kezd, hogy formába hozza magát. Lőgyakorlatokra jár, hogy minél biztosabban és pontosabban tudja használni a lőfegyvereket.

Travis és Betsy a cukrászdában (Robert De Niro és Cybill Shepherd)

Egyik nap Travis ellátogat Palantine szenátor egyik szabadtéri kampányelőadásának előkészületeire. Szóba elegyedik az egyik biztonsági emberrel, akinek azt mondja, hogy érdekelné őt ez a munka, szerinte alkalmas lenne rá. A férfi az adatait kéri, Travis pedig hamis információkat ad meg magáról. Miután távozik, a gyanakvó biztonsági ember megkísérli lefotóztatni, de nem jár sikerrel.
Este Travis szemtanúja lesz, amint egy néger ki akar rabolni egy üzletet. Lelövi a támadót, a tulajdonosnak pedig bevallja, hogy nincs fegyverviselési engedélye. A tulaj megjegyzi, hogy a lelőtt férfi már az ötödik volt abban az évben, aki ki akarta volna őt rabolni. Miután a taxisofőr távozik, a férfi egy fémbottal tovább ütlegeli a földön fekvő négert.
Egy napon Travis ismét megpillantja a tizenéves prostituáltat a barátnőjével. Csatlakozik hozzájuk. A tinédzser – Irisnak hívják – azt mondja neki, hogy a közelben tartózkodó stricijével kell megállapodni. A Matthew nevű strici gyanakvó fickó, először azt hiszi, hogy Travis egy álruhás rendőr. Miután a taxisofőr meggyőzi, hogy nem az, Matthew lelkesen dicsérni kezdi Irist, aki állítása szerint csak 12 és fél éves, viszont mindent lehet vele csinálni, és nagyon ügyes. Csupán kábítószert nem szabad neki adni. Iris és Travis szobára mennek, de a férfi nem avégett jött ide, csak beszélgetni szeretne, tudni akarja például a lány igazi nevét. Felidézi első találkozásukat is, Iris viszont semmire sem emlékszik. Travis megígéri, hogy ki fogja innen szabadítani, mivel úgy tűnt neki, hogy a lány annál az első találkozásnál meg akart szökni a stricije elől. Iris azt feleli, hogy valószínűleg nem volt magánál akkor, hiszen bármikor elmehetne innen, de tudja, hogy nincs hová.
Travis újabb találkát kér, és abban állapodnak meg, hogy másnap délután 1-kor újra találkoznak. Az étteremben Iris arról beszél, hogy nem akar hazamenni, mert állítása szerint a szülei utálják. Travis szerint viszont a lánynak a szülei mellett a helye, most a mocsokban él, és Matthew a legszemetebb alak a földön, akit muszáj megállítani. A férfi pénzt akar adni Irisnak, hogy elmehessen abba a kommunába, ahol új életet tudna és akarna kezdeni. Este a lány már azt mondja Matthew-nak, hogy elege van a jelenlegi életéből, nem szereti, amit csinálnia kell. A strici gyengéd szavakkal próbálja jobb belátásra bírni.

Travis és Matthew (Robert De Niro és Harvey Keitel)

Travis nagy akcióra készül. Elmegy Palantine szenátor következő szabadtéri kampányelőadására. Majdnem teljesen kopaszra borotválta a fejét, csupán középen hagyta meg a haját, mint valami bizarr taréjt. A beszédet követő nyüzsgésben, amikor Palantine elvegyül az őt éltető tömegben, Travis a kabátja felső zsebéhez nyúl, hogy fegyvert rántson. A biztonságiak viszont rögtön felfigyelnek a gyanús mozdulatra, és Travis alig bír elmenekülni a helyszínről. Következő útja Matthew-hoz vezet. A strici nem ismeri meg. – feltehetőleg a haja miatt –  Travis Irisról kérdezgeti. Matthew azt hazudja, hogy nem ismer semmi féle Irist, ezután gorombán elkergeti, mire Travis meglövi. Ezután felmegy a titkos találkahelyre, ahol Irisnál éppen egy kuncsaft van. A felfegyverzett taxisofőr valóságos vérengzést rendez az őt megállítani akarók között. A tulajdonost egyenesen Iris szeme láttára lövi agyon. Ezután megpróbálja agyonlőni magát is, de már nem maradt tölténye. Kimerülten és véresen rogy le a díványra, a halott mellé. A kiérkező rendőrök láttán ujjait, mint egy pisztolyt a halántékához emeli, és pisztolylövés hangját imitálja.
Eltelik néhány hét. Travis hálálkodó levelet kap Iris szüleitől, akik a lány mindennapjairól is beszámolnak neki. A férfi újra taxizni kezd. Egyik este Betsy ül az autójába. Természetesen a nő is tud arról, mit tett Travis, és újra érdeklődést mutat iránta, ám a taxisofőrnek már nincs sok mondanivalója a számára. Elviszi Betsyt a kívánt címre, és nem fogad el tőle pénzt a fuvarért. Szó nélkül elhajt, a nő magányosan ott marad a járda szélén.

## Így készült a film

### A forgatókönyv
A Taxisofőr forgatókönyvét Paul Schrader írta, aki az 1970-es évek végén filmrendezőként is bemutatkozott. Schradert állítólag Arthur Bremer naplója inspirálta, amely azután került nyilvánosságra, hogy Bremer 1972-ben merényletet követett el George Wallace demokrata elnökjelölt ellen. Kevin Jackson interjúkötetében viszont Schrader arról beszél, hogy Travis figurájához a kiindulópont saját maga volt, az irodalmi példakép pedig legfeljebb Jean-Paul Sartre lehet, akinek Az undor című regényét a forgatókönyv megírásának kezdete előtt újra elolvasta. Schrader szerint Travis dühe és magánya inkább egyfajta egzisztencialista harag, nem társadalmi okokkal magyarázható, tehát ebből a szempontból a figura és a forgatókönyv inkább Sartre műveinek szemléletével áll kapcsolatban. A Taxisofőr írásakor Schrader saját szavai szerint a fegyverek megszállottja volt, sokat ivott, az öngyilkosság gondolata foglalkoztatta, és mivel magányos volt, a pornográfia rabja lett. Ezeket az önéletrajzi motívumokat mind beemelte a történetbe, de a figura rasszizmusát és szexizmusát jelentősen felnagyította. Kevin Jackson kötetében a forgatókönyvíró azt is elmondja, hogy nem kifogásolta, amikor később a tévéváltozat miatt a filmből kivágták az erőszakos jeleneteket, azt viszont nehezményezte, hogy a rasszista és nőellenes tartalmú szövegeket is megcsonkították, mert ezáltal szerinte a figura motivációit szinte teljesen kiiktatták.
A forgatókönyv első változatában Travis áldozatai egytől egyig színes bőrűek voltak. Schrader szerint ez tökéletesen illett a figura lelkivilágához, Martin Scorsese és a producerek azonban elutasították ezt az elképzelést, mert szerintük ez nyílt felhívás lett volna a négerek elleni lázadásra. Scorsese más változtatásokat is kívánt, így például egy-egy pluszjelenetet Harvey Keitel, illetve Albert Brooks számára. Schrader ellenezte ezt a két pluszjelenetet, mert az volt a meggyőződése, hogy mindent a taxisofőr szemén keresztül kell ábrázolni. Végül Scorsese engedett, és kivágta a Brooksszal forgatott jelenetet. Keitel jelenetével kapcsolatban kompromisszumos megoldás született: a képsort kiegészítették egy máshonnan vett részlettel, amitől úgy tűnik, mintha Travis figyelné Matthew-t és Irist, miközben ők táncolnak. A végső filmváltozat lényegében úgy tartalmazza Travis belső monológjait, ahogyan a forgatókönyvben szerepeltek, ugyanakkor a párbeszédek egy része improvizáció eredménye. Vonatkozik ez a film leghíresebb jelenetére, melyben Travis a tükör előtt áll, és kimondja az azóta szállóigévé vált mondatát: „You talkin’ to me?” A forgatókönyvben csupán annyi szerepelt, hogy Travis a tükörképével beszél. Miután Robert De Niro rákérdezett arra, hogy mégis, mit mondjon, azt az instrukciót kapta, hogy úgy képzelje el a szituációt, mint amikor egy kisfiú a játékfegyvereivel játszik, miközben kemény férfinak szeretne látszani. Schrader a már említett interjúkönyvben azt állítja, hogy De Niro egy New York-i underground komikus szövegét vette kölcsön. Más forrásokban – például a film IMDb-s adatlapján – viszont az az információ szerepel, hogy a jelenet forrása John Huston Egy aranyszem tükrében (1967) című filmjének egyik részlete, amelyben a főszerepet játszó Marlon Brando egy tükör előtt beszél saját magához. Az IMDb azonban más magyarázatokat is ad a híres mondattal kapcsolatban. A „You talkin’ to me? Well, I don’t see anyone else here” állítólag szó szerinti átvétel a Shane (1953) című westernből, melyben Alan Ladd és Ben Johnson összecsapása előtt hallhatók a híres sorok. Ugyanakkor az is felvetődött, hogy De Niro színjátszást oktató tanára, Stella Adler ihlette a szállóigévé vált mondatot. A tanárnő ugyanis a diákjaival való gyakorlatok során gyakran használt effajta példamondatokat, melyeket a tanítványok a különböző értelmezési lehetőségeknek megfelelően különféle módon, eltérő hangsúllyal, hanglejtéssel vagy éppen hangerővel ismételtek meg.

### De Palmától Scorseséig
Mint a legtöbb hollywoodi filmes projekt, a Taxisofőr megvalósítása sem ment gyorsan és gördülékenyen. Schrader és barátai, Michael és Julia Phillips producerek ugyanis még nem voltak igazán ismertek az 1970-es évek elején, ezért nem volt elegendő pénzük a forgatásra, noha a költségvetés még a kétmillió dollárt sem érte el. Az egyik filmstúdió hajlandó lett volna finanszírozni a projektet, amennyiben Jeff Bridges kapja a főszerepet, ám ebbe Phillipsék nem egyeztek bele. Elutasították azt is, hogy Neil Diamond énekes játssza Travist. A rendezésre a producerek Brian De Palmát szemelték ki, de aztán egy magánvetítésen látták Martin Scorsese Aljas utcák (1973) című drámáját, és úgy érezték, ő lenne az igazán megfelelő alkotó a Taxisofőr elkészítéséhez. Az Aljas utcák egyik főszereplője, Robert De Niro ideálisnak tűnt Travis Bickle szerepére. A finanszírozással kapcsolatos nehézségek miatt viszont a forgatás megkezdése elhúzódott. A színész elutazott Olaszországba, hogy Bernardo Bertolucci kamerája elé álljon a Huszadik század című történelmi drámában, Scorsese pedig belefogott az Aliz már nem lakik itt (1974) című filmjébe. Ekkor Phillipsék barátja és üzlettársa, a szintén producer Tony Bill előállt azzal az ötlettel, hogy rendezői debütálásként ő majd leforgatja a filmet, a főszerepre pedig Al Pacinót kéri fel. Schrader elküldte a forgatókönyvet a színésznek, aki azonban visszautasította a szerepet. Sosem derült ki, hogy vajon Pacino azért mondott-e nemet, mert nem tetszett neki a figura, vagy azért, mert nem akart Tony Bill-lel forgatni. Phillipséknek mindenesetre sikerült meggyőzniük Billt arról, hogy nem a Taxisofőr a legmegfelelőbb forgatókönyv számára a rendezői debütáláshoz. Vissza lehetett volna persze térni Brian De Palmához, ám ő időközben szintén lekötötte magát: a Megszállottság című thrilleren dolgozott, melynek egyébként szintén Schrader volt a forgatókönyvírója. A történet lényegében Alfred Hitchcock Szédülés (1958) című klasszikusának variációja volt, ám főleg anyagi okokból úgy megcsonkították a forgatókönyvet, hogy Schrader nem kívánt részt vállalni a Megszállottság megvalósításában. Phillipsék úgy döntöttek, megvárják, amíg Scorsese és De Niro szabadok lesznek, és újra foglalkozni tudnak a Taxisofőrrel.

### A színészek
Robert De Niro a „method acting” színjátszás híveként komoly előzetes felkészülést folytatott Travis Bickle megszemélyesítéséhez. A Huszadik század forgatási szüneteit arra használta fel, hogy elmélyedjen a taxisofőr szerepében. Megesett az is, hogy egy pénteki napon befejezte az olaszországi forgatást, repülőre ült, New Yorkban pedig egyenesen egy taxis céghez ment, ahol taxisofőrként vállalt munkát. (A szükséges engedélyt már korábban megszerezte.) Állítólag egy hónapig élte a taxisofőrök mindennapi életét, ami napi 12 óra kemény munkát jelentett. Gyakori látogatója volt a Belmore Cafeteriának, amely a filmbeli taxisoknak is a találkozóhelye. Itt nem egyszer magnóra vette a taxisok beszélgetését, hogy a figura kialakítása során felhasználja azokat. Egyébként több utas felismerte a színészt, ám azt hitték, csupán megélhetési gondok miatt vállalt személyszállítást. Tulajdonképpen akár ez is lehetett volna a magyarázat, hiszen akkoriban De Niro részben még munkanélküli segélyen élt. A felkészülés részeként a színész tanulmányozta a viselkedészavarokat is, beleértve az elmebetegséget. Szakértő segítségével tanulta meg a fegyverhasználat alapjait. (Később ugyanez a szakember készítette fel Carrie Fishert is a Csillagok háborúja IV: Egy új remény (1977) című filmre, amelyben a színésznő lézerpisztolyt használt.) Bármennyire megszállottan igyekezett De Niro belebújni a figura bőrébe, a haját a még hátralévő jelenetek miatt nem lehetett ténylegesen levágni. Amikor félig kopaszon, feje búbján sörényszerű hajjal látható a filmben, akkor valójában parókát viselt. Dick Smith sminkmester készítette ezt a speciális parókát, melyen a „sörény” lószőr volt. Magát a hajviseletet azonban Scorsese barátja, Victor Magnotta színész javasolta, aki a titkos ügynök szerepét játszotta a filmben. Magnotta korábban Vietnámban szolgált, és Scorsesének azokról a bajtársairól mesélt, akik a dzsungelben végrehajtandó különféle kommandós feladatokhoz különleges módon vágatták le a hajukat: a legkedveltebb fazon az az indiánfrizura volt, amilyet Travis is csinál magának, mielőtt megkísérli a merényletet.
Nem De Niro volt az egyetlen szereplő, aki gondos előtanulmányokat folytatott a szerepéhez. A Matthew-t megformáló Harvey Keitel – aki szintén az Aljas utcákban nyújtott alakításának köszönhetően került a Taxisofőr stábjába – igazi stricik között elvegyülve készült a figura megszemélyesítésére. Keitelnek egyébként eredetileg a kampánymunkás Tom szerepét ajánlották, ám a színésznek sokkal jobban tetszett a strici szerepe, noha az eredeti forgatókönyvben a figura néger volt, és mindössze öt mondata volt. Iris szerepére Jodie Fostert választották, aki ugyan alig néhány hónappal volt idősebb, mint az általa játszott tini prostituált, ám egyáltalán nem volt kezdő színésznő a szakmában, szerepelt például Scorsese előző alkotásában, az Aliz már nem lakik itt című filmben is. A Taxisofőr forgatása előtt azonban alapos és körültekintő pszichológiai tesztet végeztek vele, hogy elejét vegyék azoknak a pszichikai és érzelmi problémáknak, melyeket a szerep esetleg okozhatna. A szerepre való felkészülésben Jodie-t egy valódi prostituált segítette, aki a filmben a barátnőjét játssza. Foster tényleges életkora miatt azonban bizonyos merész jeleneteket nem lehetett vele leforgatni: néhány évvel idősebb nővére, Connie helyettesítette a kényes epizódokban. A színésznő évekkel később, a DVD-változat egyik extrájában úgy nyilatkozott, hogy a színfalak mögött jelen volt, miközben a technikusok előkészítették a nagy lövöldözés helyszínét, és a szakemberek mindent részletesen elmagyaráztak neki. Nemhogy nem lett lelki sérült mindettől, hanem inkább izgalmasnak és érdekesnek találta az egészet.
Betsy szerepére a producerek egy Cybill Shepherd-típusú nőt kerestek, és e célból állítólag New York összes szőke nőjét megnézték. Miután Shepherd ügynöke, Sue Mengers értesült erről, azonnal felhívta Phillipséket, és megkérdezte, miért nem szerződtetik inkább magát Cybill Shepherdet. Julia Phillips hajlott ugyan arra, hogy Farrah Fawcettnek adja a szerepet, ám Shepherd akkoriban nagyobb névnek számított. A színésznő Peter Bogdanovich Az utolsó mozielőadás (1971) című emlékezetes drámájában nyújtott alakításával került az élvonalba, és éppen Bogdanovich másik filmjét, az Ötcentes mozit (1976) mondta le, hogy részt vehessen a Taxisofőr elkészítésében. A Travisszel közös éttermi jelenetben azonban állítólag képtelen volt megjegyezni a szövegét, és ezzel alaposan próbára tette partnere, Robert De Niro türelmét. Julia Phillips az önéletrajzában azt állította, hogy ő és Marcia Lucas vágó remekül mulattak a vágószobában ezeken a használhatatlan képsorokon. Palantine szenátor szerepére felmerült Rock Hudson neve, ám a színész a McMillan & Wife című tévésorozatban való közreműködése miatt nem tudta elfogadni a felkérést. Az agresszív utast maga a rendező alakítja, de ez csupán kényszermegoldás volt, mivel az eredetileg kiszemelt George Memmoli a The Farmer (1977) című film forgatásán elszenvedett balesete miatt kénytelen volt lemondani a szerepet. Egyébként Scorsese nem csak utasként látható a filmben: amikor először jelenik meg Betsy, amint lassított felvételen besétál a kampányirodába, Scorsese az iroda ajtaja mellett üldögélve néz fel a nőre. De Niro akkori barátnője, Diahne Abbott szintén játszik a Taxisofőrben: ő alakítja a pornómozi alkalmazottját, akivel Travis megpróbál kikezdeni, mire a lány a főnöke után kiált.

### A vér és a cenzúra
A Taxisofőr legerőszakosabb jelenete az, amelyben Travis Iris „kiszabadítását” hajtja végre. A cenzúra beavatkozását azzal próbálták elkerülni, hogy Michael Chapman operatőr az utómunkálatok során változtatott a vér színének telítettségén, amitől a vér egyes képkockákon már-már rózsaszínnek tűnik. Évtizedekkel később, a DVD-változat készítésekor Scorsese szerette volna, ha az átszínezett képkockák helyére visszakerülnek az eredeti felvételek, de azok időközben elvesztek. Ráadásul a cenzúrát sem sikerült kijátszaniuk ezzel a fogással. Scorsese eleinte nem nagyon örült az MPAA (az amerikai cenzúrahivatal) által elrendelt vágásoknak. Végül úgy ítélte meg, hogy a kívánt rövidítéseknek köszönhetően a jelenet jóval sokkolóbb lett, mint amilyen eredetileg volt. Egyébként a rendező nem ezt, hanem egy másik képsort tartja a film legfontosabb jelenetének, melyben Travis felhívja Betsyt, hogy bocsánatot és egy újabb randevút kérjen tőle. A kamera mozgásával Scorsese ekkor azt kívánta érzékeltetni, hogy a telefonbeszélgetés túl fájdalmas és megalázó ahhoz, hogy a néző végighallgassa.

## Értelmezési lehetőségek
A Taxisofőr a modern filmművészet egyik legtöbbet elemzett klasszikusa, melyben – némi túlzással – minden méltatója mást fedez fel. Már abban sem egységesek a vélemények, hogy Travis épelméjű-e avagy őrült, és amit Irisért tett, az vajon igazi hőstett volt-e, avagy gyilkos ösztöneinek a kielégítése, egyfajta pótcselekvés a meghiúsult Palantine-merénylet miatt. Különösen alaposan boncolgatták Travis és Betsy kapcsolatát, illetve a film befejezését. Faragatlanság vagy elképesztő naivitás volt-e Travis részéről, hogy pornómoziba vitte a lányt? Paul Schrader szerint ebben a Travist jellemző ellentmondások egyike nyilvánult meg. A taxisofőr számára Betsy és Iris a nőiség két típusát képviseli, az angyali ártatlanságot, illetve az érzéki romlottságot. Travis mindkettőjüknek imponálni akar – és ennek a szenátor ellen tervezett merénylet éppúgy a része, mint a végső vérfürdő –, de valójában egyikőjüket sem tekinti szexuális objektumnak. A pornómozi Schrader szerint egyszerre jelent őszinteséget és védekezést Travis részéről: egyrészt valóban önmagát adja a lánynak, hiszen a pornómozi élete szerves részét képezi, másrészt ezzel tudat alatt megakadályozza, hogy Betsy túl közel kerüljön hozzá. Travis más szempontból is ambivalensen viszonyul a szexualitáshoz, hiszen például a film elején elítélően beszél az őt körülvevő mocsokról, amihez a prostituáltakat is hozzásorolja, miközben a pornográfia fogyasztójaként maga is „táplálkozik” ebből a mocsokból. Hogy Travis magánya és nőkkel szembeni visszafogott, szinte félénk viselkedése vajon túlzott gátlásokból, vélt vagy valós impotenciából, netán latens homoszexualitásból fakad-e, arra nincs egyértelmű magyarázat. A fegyverek iránti nyilvánvaló vonzalom és a fegyverhasználat mindenesetre freudi értelmezéseket is megenged, hiszen nem a Taxisofőr az egyetlen film, amelyben a fegyver lényegében „a hímvessző meghosszabbítása”: e téren talán Arthur Penn Bonnie és Clyde (1967) című klasszikusára lehet visszautalni.
A film befejezése ugyancsak megosztotta az elemzőket, hiszen vannak olyan értelmezések is, melyek szerint Travis öngyilkos lett a vérengzést követően, tehát mindaz, amit a filmben ezután látunk, az tulajdonképpen a halála előtti pillanatokban pereg le a szeme előtt mint vágyainak beteljesülése. Az Iris szüleitől kapott hálálkodó levél ugyanis Travisnek éppúgy a megbecsülés és az elismerés iránti vágyát tükrözheti, miként az is titkos óhaj lehet, hogy „hős”-ként immár ő hagyja faképnél az imádott lányt, és nem fordítva, ahogyan az valójában történt. A férfi, aki nem sokkal korábban még merénylőnek számított, néhány órával később már hős lett, s mindez csupán azon múlt, hogy a nagygyűlésen nem elég gyorsan nyúlt a fegyveréhez. Scorsese nem utasítja el a halál előtti képzelgésre vonatkozó értelmezést, ugyanakkor a valóság síkján is nyitva hagyta a történetet. Schraderrel együtt azt állítja, hogy Travis lelkileg egyáltalán nem jött rendbe attól, amit elkövetett, és a férfi valójában egy időzített bomba, aki a következő robbanásból már nem biztos, hogy hősként fog előlépni. Érdemes megjegyezni, hogy viszonylag kevés elemző foglalkozott azzal, hogy a hősiesség kérdését Vietnám témájához kapcsolja, noha elhangzik a filmben, hogy Travis vietnámi veterán volt. A vietnámi háború teljesen megosztotta az addig egységesnek tartott amerikai nemzetet, és a háborúból hazatért katonák otthon gyakran voltak kénytelenek szembesülni azzal, hogy a társadalom jelentős része egyáltalán nem hősként tekint rájuk, noha ők életüket kockáztatták a hazájukért, és sokan testi-lelki rokkantként tértek vissza a vietnámi dzsungelből. A „Vietnám-szindróma” is egy lehetőséget jelent arra, hogy Travis bonyolult jellemét és motivációit jobban megérthesse a néző.

## A cannes-i premier és a magyar forgalmazás
A Taxisofőr az 1976-os cannes-i filmfesztivál egyik amerikai versenyfilmje volt, sőt a rendezvény nagydíját, az Arany Pálmát is elnyerte. Scorsese alkotását a díszbemutató közönsége lelkesen fogadta, a zsűrielnök viszont – Tennessee Williams, a világhírű író – külön cikkben adott hangot aggodalmának a fesztiválfilmekben elburjánzó erőszak miatt. Nem említette cím szerint egyik alkotást sem, de nyilvánvaló volt, hogy főleg a Taxisofőrre gondol. A célzást mindenesetre magára vette Bernardo Bertolucci is, akinek a szintén De Niro főszereplésével forgatott Huszadik század című filmjét ugyanazon a fesztiválon láthatta a közönség. Voltak olyan vélemények, melyek szerint Williams nyilatkozata kissé álszent egy olyan író részéről, akinek a műveire a szélsőségek meglehetősen jellemzőek. A zsűritagok egyébként nem igazán osztották az elnök véleményét, és a Taxisofőr megkapta a fesztivál fődíját.
Az 1970-es években monopolhelyzetben lévő magyar filmforgalmazó cég, a Mokép nem vásárolta meg Scorsese filmjét a hazai mozihálózat számára. A cég igazgatója, Gombár József 1979-ben a Film Színház Muzsika című lapban (1979. január 6., 10. oldal) erről így nyilatkozott: „Vannak továbbá olyan világsikert aratott filmek, amelyeket ideológiai okokkal utasítunk el. Ezek közé tartozik a Taxisofőr, Az ördögűző, vagy Pier Paolo Pasolini utolsó munkája, a Salo. Hogy ezekről a közönség eltérő és sokszor ajnározó ismertetéseket olvashat, az a rossz tájékoztatással, s némely tudósítók vitatható véleményével magyarázható.” A Film Színház Muzsika cannes-i tudósítója, Bán Róbert semmi esetre sem tartozott az ajnározó tudósítók közé. Az 1976-os cannes-i fesztiválról a lapnak küldött első beszámolójában még az érdeklődésre számot tartó bemutatók között emlegette Scorsese filmjét, ám a következő 3 tudósításában már egyetlen szót sem szólt róla. A lap 1976/22. számának 13. oldalán azt írta, hogy „csalódást okoztak például az amerikai filmek”, ám ezt kizárólag Jerry Schatzberg versenyfilmjének ecsetelésével érzékeltette. A következő lapszám 14. oldalán, a fesztiválról szóló utolsó tudósításában is csupán a díjazottak között említi meg a Taxisofőrt. Olykor persze megesett, hogy a filmfesztiválokra kiutazott magyar tudósítók nem tudtak minden versenyfilmet megnézni, ám arra nem nagyon volt példa, hogy a jelentős alkotásokról (pláne a fődíjas filmről!) ne próbáltak volna meg legalább a külföldi sajtóvisszhang felidézésével beszámolni a hazai közönségnek. A MOKÉP egyébként az 1980-as években számos korábbi elutasító döntését felülbírálta, ám a Taxisofőr ekkor sem csúszott át a rostán. A hazai közönség végül a Magyar Filmintézet jóvoltából láthatta először a filmet a budapesti Filmmúzeum mozi műsorán, 1988-ban.

## Érdekességek
- Amikor Paul Schrader a forgatókönyvet írta, nagyon népszerű sláger volt Harry Chapin dala, a Taxi, így nem elképzelhetetlen, hogy a forgatókönyvíró ezért döntött úgy, hogy a történet antifőhőse egy taxisofőr legyen. Iris figuráját állítólag egy 1950-es évekből származó Coppertone-reklám ihlette. A szerepre kiválasztott Jodie Foster egyik első szereplése épp egy Coppertone-reklámban volt.
- A főszereplő keresztneve tiszteletadás Lindsay Anderson Ha… (1968) és a Szerencsefia című filmjeinek főszereplője, Mick Travis előtt. (A figurát mindkét filmben Malcolm McDowell alakította.) A Szerencsefia állítólag egyike Scorsese legnagyobb filmes kedvenceinek.
- Martin Scorsese egy ízben állítólag azt nyilatkozta, hogy Travis szerepéről megbeszéléseket folytatott Dustin Hoffmannal is. Nem egyértelmű azonban, hogy mikor és miért tette ezt, hiszen Phillipsék kikötése az volt, hogy csak akkor rendezheti ő a filmet, ha az Aljas utcákból De Nirót is magával hozza főszereplőnek.
- A klasszikus Hitchcock-filmek zeneszerzőjeként megismert Bernard Herrmann eredetileg nem akarta elvállalni a Taxisofőr kísérőzenéjének megkomponálását, ám Travis egyik étkezési jelenete láttán meggondolta magát. Herrmann éppen hogy be tudta fejezni a zenei felvételeket a film számára: néhány órával később, 1975 karácsony estéjén elhunyt. A filmet az alkotók az ő emlékének ajánlották. Ugyanakkor Herrmann zenéjét kiegészítették Tom Scott szaxofonszólójával. (Scott neve nem szerepel a stáblistán.)
- Travis taxija egy Checker volt. Ezt a típust 1982 után már nem gyártották, és 1999-ben bukkant fel utoljára New York utcáin.
- A taxisofőrök találkozóhelyeként szolgáló étterem valódi helyszín volt. A 28. utca és a Park Avenue South találkozásánál állt a Belmore Cafeteria, melyet később ugyan lebontottak, de a helyére épült lakóház ugyancsak a Belmore nevet kapta.
- Travis a The Silver Tongued Devil and I című Kris Kristofferson-lemezt veszi meg Betsynek, az étteremben pedig a lemez egyik dalából (Pilgrim Chapter 33) idéz: „He’s a prophet…”
- Az a pornófilm, amit Travis és Betsy megnéznek, a Kärlekens språk (1969) című svéd szexfilm volt.
- A Betsyvel közös éttermi jelenetben Travis almás pitét rendel ömlesztett sajttal. Amikor annak idején a rendőrség letartóztatta Ed Geint, a híres sorozatgyilkos részletes vallomásáért cserébe szintén almás pitét kért a rendőröktől ömlesztett sajttal.
- Amikor Travis a titkosszolgálat emberével beszélget, a 154 Hopper Avenue, Fair Lawn, New Jersey lakcímet adja meg neki. New Jersey-ben valóban van ilyen nevű utca, a 154-es szám azonban nem létezik.
- A filmben Iris a 226 East 13th Street szám alatt élt. 1988-ban a New York Times arról tudósított, hogy két fiatal lány meghalt ebben az épületben, miután a tornác leszakadt alattuk.
- A film vége felé Travis mögött a falon egy kivágott újságcikk látható, mely Iris szüleit ábrázolja. A fotó valójában Scorsese szüleiről, Charles és Catherine Scorseséről készült.
- Travis híres mondata, a „You talkin’ to me?” az AFI besorolása szerint a legemlékezetesebb filmes szállóigék listáján a 10. helyezett. A Premiere amerikai filmmagazin ugyanezt a mondatot a 100 híres filmes idézetet tartalmazó listáján a 8. helyre sorolta. A szaklap ugyanakkor minden idők 25 legveszélyesebb alkotása közé is beválasztotta a filmet.
- A Taxisofőr volt az utolsó film, melyben a gyártó Columbia Pictures utoljára használta klasszikus logóját, a fáklyát tartó nőalakot.
- Az Inside the Actor's Studio 1999-es interjújában Robert De Niro azt állította, hogy ő és Scorsese megvitatták egy folytatás lehetőségét, mivel érdekes elgondolásnak tűnt filmet készíteni arról, mi a helyzet Travisszel 30 év után. Egy 3 évvel későbbi interjúban viszont Scorsese kizárta annak lehetőségét, hogy bármelyik filmjéhez folytatást készítsen.
- 2005-ben a Majesco cég bejelentette, hogy videójáték formájában folytatást készít a Taxisofőrhöz,[6] ám anyagi okokból a következő év januárjában ejtették a projektet.
- Amikor Bickle elhatározza, hogy megöli Palantine szenátort, a haját „mohikán” fazonra vágja. Ezt Victor Magnotta színész javasolta Scorsese-nek (kisebb szerepe volt, mint a titkos szolgálat egyik embere). A színész korábban harcolt Vietnámban. „Amikor egy fickót láttunk Saigonban ilyen mohikán hajjal, tudtuk, hogy a Különleges Erők valamelyik akciójában fog részt venni. A közelükbe se mentünk; készek voltak a gyilkolásra.”[7]

## Bakik
A teljességre törekvés igénye nélkül néhány a Taxisofőr bakijai közül.
- Az a Colt 25-ös, amit Travis a fegyverkereskedőtől vásárolt, valójában egy Smith & Wesson Escort 22LR márkájú fegyver.
- Iris címe: 226 East 13th Street. Ez jól látható az épületről készített külső képkockán is. Ennek ellenére Travis a 240-es számot írja a levelet és az 500 dollárt tartalmazó borítékra.

## Magyar kritikai visszhang
„A Taxisofőr (1976) főszereplője Travis, ez a Vietnámot megjárt, kiüresedett ember, ez a tragikus figura is amerikaisága miatt lesz olyannyira mássá európai elődjeihez, a Sartre- és Camus-féle antihősökhöz képest. Irokéz sörényű, állig felfegyverzett gyilkossá, akiből csak a véletlen csinál »bosszúállót« (egy kiskorú prostituált »felszabadítóját«) azután, hogy a testőrök szemfülessége meghiúsítja, hogy tökéletesen értelmetlenül egy tömeg előtt szónokló elnökjelöltet lőjön le. A vérfürdőt bevégezve halálos ernyedtséggel rogy le egy sarokba, és ő is a mutatóujját emeli homlokához, mert arra már nem maradt lőszere, hogy öngyilkos legyen. Holott talán csakis arra készült, az öngyilkosságra. »Puff…« – motyogja. Ezt a Travist ugyanaz a kérdés foglalkoztatja, mint kifinomult gondolkodású európai rokonait: »Miért létezem?« De jellegzetesen amerikai, tehát »naivabb« lévén, jellegzetesen amerikai, tehát még az öngyilkosságnál is inadekvátabb és főleg erőszakos választ ad a kérdésre. A film egésze nem hagy kétséget afelől, hogy Travis tette visszataszító, elítélendő és értelmetlen, mégis belengi valami groteszk szentség dicsfénye is ezt az alakot. Hogy a forgatókönyv (Paul Schrader munkája), Robert De Niro zseniális játéka vagy Scorsese elgondolása teszi-e, nem tudni, de tény, hogy ez a szinte rituálisnak vélhető gyilkosságban valakivé (és azután, a film végére megint szürke senkivé) váló, tulajdonságok nélküli ember tényleg nemcsak a Sharon Tate-gyilkos szektavezérre, Charles Mansonra hasonlít, hanem – mint Scorsese egy interjúban ironikusan állítja – Szent Pálra is.”

(Barna Imre: Játék Amerikával (Martin Scorseséről) a Filmvilág.hu-n)
„Valljuk be, a történet meglehetősen lapos, akár szerelmi romantikáját, akár a magányos elnökgyilkos pszichológiáját, akár a városi alvilág ellen fellépő igazságosztó figuráját nézzük. Az előbbi kettő már a film készülése idején az elnyűtt sablontémák körébe számított, az utóbbit pedig azóta koptatta el az amerikai kommerszfilmgyártás. A film mégis izgalmas. A krimi hangulatú, balladai feszültséget Scorsese jól bevált és újszerű fortélyok sorával teremti meg. A film elején útnak induló taxi orrát, kerekeit, farát alulnézetből mutató kamera Spielberg Párbajára emlékeztetve rögvest figyelmeztet: valamiféle összecsapás veszi itt kezdetét, a kedélyes csevegésekben újra és újra képtelen bűnügyek bukkannak fel. Harlemen áthajtva sihederekből álló banda támadja meg a taxiját, egyik utasa – akit maga Scorsese alakít – elmeséli neki, hogyan fogja meggyilkolni hűtlen feleségét. New York levegőjében ott vibrál az erőszak – itt minden megtörténhet. Travis maga is kiismerhetetlen. Sugárzó naivitásába, széles mosolyába valamiféle zavaró kiszámíthatatlanság vegyül, szuggesztív s ugyanakkor üres nézéséből nehéz kiolvasni, hogy ártalmatlan balek, számító akarnok vagy kiszámíthatatlan őrült.”

(Klaniczay Gábor: Patetikus céltalanság (A Taxisofőr) a Filmvilág.hu-n)
„A film erejét a totális pártatlanság és pátoszmentesség adja: a Taxisofőr bemutat egy állapotot, egy érzékeny ember kétségbeejtő léthelyzetét, de nem keres felelősöket, sőt még magyarázatot sem. Ez van, és kész. Nem a kormány miatt, nem a feketék, a sárgák vagy a rózsaszínek miatt, hanem azért, mert ilyen egy nagyváros, különösen éjszaka. Az emberekről nem is beszélve. A pokol a másik ember, tartja Sartre, de ha megnézzük a Taxisofőrt, rájövünk hogy nem. Nem a másik.”

(Kubiszyn Viktor: Bekattanva (Taxisofőr) a Filmvilág.hu-n)

## Szereposztás
| Szerep                         | Színész                 | Magyar hang            | Magyar hang           |
| Szerep                         | Színész                 | 1. szinkron (1990–93)  | 2. szinkron (2010–11) |
| ------------------------------ | ----------------------- | ---------------------- | --------------------- |
| Travis Bickle                  | Robert De Niro          | Rátóti Zoltán          | Simon Kornél          |
| Betsy                          | Cybill Shepherd         | Orosz Helga            | Gubás Gabi            |
| Wizard                         | Peter Boyle             | Ujlaki Dénes           | Haás Vander Péter     |
| Iris                           | Jodie Foster            | Köves Dóra             | Csifó Dorina          |
| Matthew                        | Harvey Keitel           | Végh Péter             | Szatmári Attila       |
| Charles Palantine              | Leonard Harris          | Végvári Tamás          | Jakab Csaba           |
| Tom                            | Albert Brooks           | Forgács Péter          | Kaszás Gergő          |
| Utas, aki a sziluettet figyeli | Martin Scorsese (cameo) | Sinkovits-Vitay András | Csankó Zoltán         |

- További magyar hangok (1. szinkron): Ábrahám Edit, Czvetkó Sándor, Csuja Imre, Csankó Zoltán, Kiss Erika, Dudás Eszter, Pusztai Péter, Koroknay Géza, Takátsy Péter, Jakab Csaba, Rosta Sándor, Dobránszky Zoltán, Trokán Péter, Kocsis György, Rajkai Zoltán, Perlaki István, Szokolay Ottó, Kiss Gábor, Pathó István, Barbinek Péter, Faragó József, Fekete Zoltán, Tóth Sándor
- További magyar hangok (2. szinkron): Scherer Péter, Bognár Tamás, Csák György, Kinizsi Ottó, Kis-Kovács Luca, Orosz István, Sipos Eszter Anna, Szalai Imre, Takátsy Péter, Törköly Levente, Uri István, Zöld Csaba

### Magyar változat
| Titulus                    | Munkatárs                  | Munkatárs             |
| Titulus                    | 1. szinkron (1990–93)      | 2. szinkron (2010–11) |
| -------------------------- | -------------------------- | --------------------- |
| Dramaturg                  | Kertész Judit              | Meszéna Mariann       |
| Hangmérnök                 | Pölhősi István             | Kardos Péter          |
| Rendezőasszisztens         | Tolnay Zoltán              | nem ismert            |
| Vágó                       | Bérczi Ágnes               | Kajdácsi Brigitta     |
| Gyártásvezető              | Bodócsi Vera               | Kincses Tamás         |
| Felvételvezető             | Harangi István             | nem ismert            |
| Technikai munkatárs        | Kósa László                | nem ismert            |
| Szinkronrendező            | Aprics László              | Nikodém Zsigmond      |
| Cím, stáblista felolvasója | Korbuly Péter              | Bozai József          |
| Szerepkör                  | Cég                        | Cég                   |
| Szerepkör                  | 1. szinkron (1990–93)      | 2. szinkron (2010–11) |
| Szinkronstúdió             | Viton Kft.                 | Mafilm Audio Kft.     |
| Megrendelő                 | Magyar Televízió           | nem ismert            |
| VHS-forgalmazó             | Intercom Rt.               | nem ismert            |
| DVD-forgalmazó             | Fórum Hungary Intercom Rt. | nem ismert            |
| BD-forgalmazó              | nem ismert                 | Intercom Rt.          |

## Fontosabb díjak és jelölések
- Oscar-díj (1977)
  - jelölés: Michael Phillips, Julia Phillips (legjobb film)
  - jelölés: Robert De Niro (legjobb színész)
  - jelölés: Jodie Foster (legjobb női mellékszereplő)
  - jelölés: Bernard Herrmann (legjobb filmzene)
- Golden Globe-díj (1977)
  - jelölés: Paul Schrader (legjobb forgatókönyv)
  - jelölés: Robert De Niro (legjobb színész)
- BAFTA-díj (1977)
  - díj: Bernard Herrmann (Anthony Asquith-díj a legjobb filmzenéért)
  - díj: Jodie Foster (legjobb női mellékszereplő, legígéretesebb új színésznő) (a Bugsy Malone című filmért is)
  - jelölés: Legjobb film
  - jelölés: Martin Scorsese (legjobb rendező)
  - jelölés: Robert De Niro (legjobb színész)
  - jelölés: Marcia Lucas, Tom Rolf, Melvin Shapiro (legjobb vágás)
- David di Donatello-díj (1977)
  - díj: Jodie Foster (Special David a színészi játékáért)
- Grammy-díj (1977)
  - jelölés Bernard Herrmann (legjobb filmzene)
- Kék Szalag-díj (1977)
  - díj Martin Scorsese (legjobb külföldi film)
- Kinema Junpo-díj (1977)
  - díj: Martin Scorsese (legjobb külföldi film rendezője)
- Cannes-i filmfesztivál (1976)
  - díj: Martin Scorsese (Arany Pálma)